# Moviestarplanet
MovieStarPlanet (förkortas MSP) är en online-värld för ungdomar och barn.  Användarna skapar en personlig filmstjärne-figur, som man sedan kan handla olika kläder och accessoarer till, spela in filmer med och gå med i olika chatt- och spelrum. Målet är att ungdomar genom att använda webbplatsen ska gå upp i level och bli berömda stjärnor.
MovieStarPlanet lanserades den 25 april 2010 och är utvecklat i Danmark i samarbete med det Danska Universitetet för Utbildning och ett antal grundskolelärare med stöd från den dåvarande danska IT- och Telestyrelsen.
Under juni 2013 rapporterades det att MovieStarPlanet hade över 100 miljoner användare.
MovieStarPlanet går att spela på flera olika språk och kan spelas på både dator, mobil och surfplatta.